# 鼎湖血桐
鼎湖血桐（学名：Macaranga sampsonii）为大戟科血桐属下的一个种。

## 扩展阅读
- 維基物種上的相關：鼎湖血桐